# Ioan Marcu (delegat)
Ioan Marcu (n. 4 octombrie 1866, Bistra – d. 20 august 1935, Sângeorz-Băi) a fost delegat al Reuniunii învățătorești greco-catolice Mariana din Năsăud la Marea Adunare Națională de la Alba Iulia din 1 decembrie 1918.

## Date biografice
A urmat școala normală din Blaj.
A fost învațător în Pata, județul Cluj, Ghimeș-Făget, județul Bacău și Sângeorz-Băi, județul Bistrița-Năsăud, director de școală in Sângeorz-Băi. A fost fondator al Reuniunii locale de citire si cântări, fondator al Băncii populare,,Isvorul,, conducator al Societatii culturale ,,Hebe,,. 
A contribuit la organizarea C.N.R. local și a G.N.R. din Sângeorz-Băi.